# Euglossophyllum radiculosum
Euglossophyllum radiculosum là một loài Rêu trong họ Stereophyllaceae. Loài này được (Hook.) Hampe mô tả khoa học đầu tiên năm 1870.